# Loi de proximité
En journalisme, la loi de proximité est le principe suivant lequel les informations ont plus ou moins d'importance suivant leur proximité par rapport au lecteur. Cette proximité est généralement décomposée en quatre axes : géographique, temporel, affectif et sociétal/socio-professionnel,. Pour ce qui est de la proximité géographique, on parle également de mort kilométrique, notamment dans le domaine des faits divers ou hiérarchie de la mort.

## Définition
Les définitions de la loi de proximité peuvent varier, mais certains thèmes restent constant dans les couvertures médiatiques des pays occidentaux : des morts géographiquement proches sont plus couvertes que des morts à l'étranger, des morts dans un pays développé sont plus couvertes que celles dans un pays en développement, et les morts dans des conflits en cours ont beaucoup moins d'attention médiatique,,,. La loi de proximité est comparée au syndrome de la femme blanche disparue.